# 오르상크의 탑
오르상크의 탑(Orthanc Tower)은 아이센가드에 위치한 탑이다. 사루만의 요새였지만, 분노한 엔트들에 의해 다시 선의 용도로 사용되었다. 레고 반지의 제왕시리즈로 만들어지기도 했다.